# جون تومسون ماسون
جون تومسون ماسون (بالإنجليزية: John Thomson Mason)‏ هو محامي أمريكي، ولد في 8 يناير 1787 في مقاطعة لودون في الولايات المتحدة، وتوفي في 17 أبريل 1850 في غالفستون في الولايات المتحدة بسبب كوليرا.